# Czacha
Czacha – skała we wsi Trzebniów, w województwie śląskim, w powiecie myszkowskim, w gminie Niegowa. Znajduje się w lesie po zachodniej stronie drogi z Trzebniowa do Ludwinowa. Pod względem geograficznym jest to obszar Wyżyny Częstochowskiej.
Czacha znajduje się w lesie na stoku wzniesienia Góra. Można do niej dojść odchodzącym od tej drogi czerwonym Szlakiem Orlich Gniazd i szlakiem rowerowym (Siedlecka Droga). Na pierwszym obniżeniu za wzniesieniem odchodzi od niego w lewo polna, piaszczysta droga. W odległości około 250 m od jej początku po jej lewej stronie znajduje się niewidoczny z drogi Biały Murek, a około 100 m wyżej Mechata i Czacha.
Czacha to zbudowana z wapieni skała o wysokości 14 m. Odbywa się na niej wspinaczka skalna, ale przez wspinaczy skała odkryta została późno. Pierwsze drogi wspinaczkowe poprowadzono na niej w 2014 roku. W 2018 r. jednak było na niej już 11 dróg o trudności od IV do VI.1+ w skali Kurtyki. Na ośmiu z nich zamontowano stałe punkty asekuracyjne: ringi (r) lub boldy (b) i stanowiska zjazdowe (st), tylko na dwóch prowadzących rysami wspinaczka tradycyjna (trad).

## Drogi wspinaczkowe
1. Królowie klęsk; VI, 3b + st
2. Sine oczodoły Robsona; V+, 3r + st
3. Kościotrupek; VI.1+, 3r +st, wariant rysą VI+

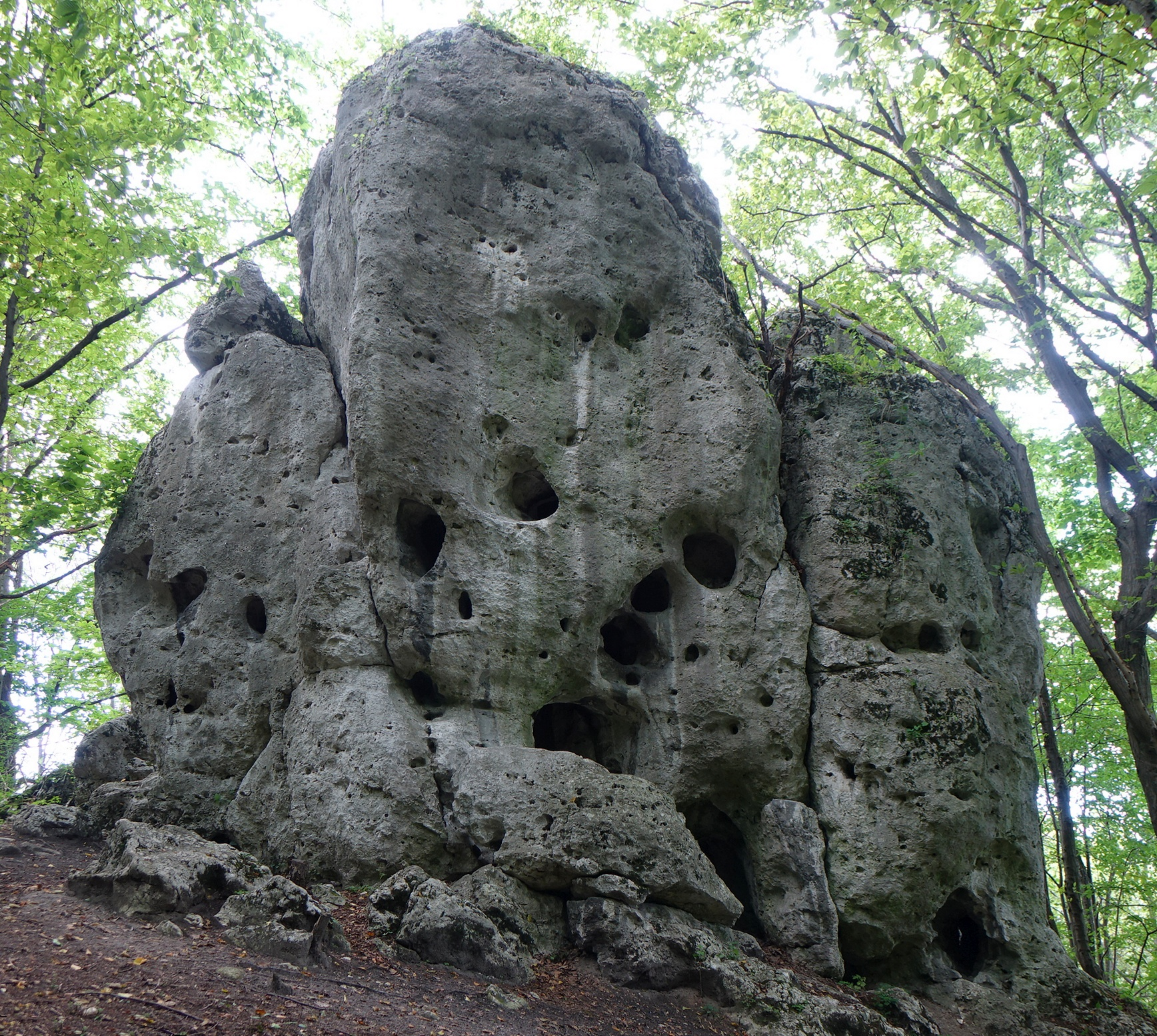
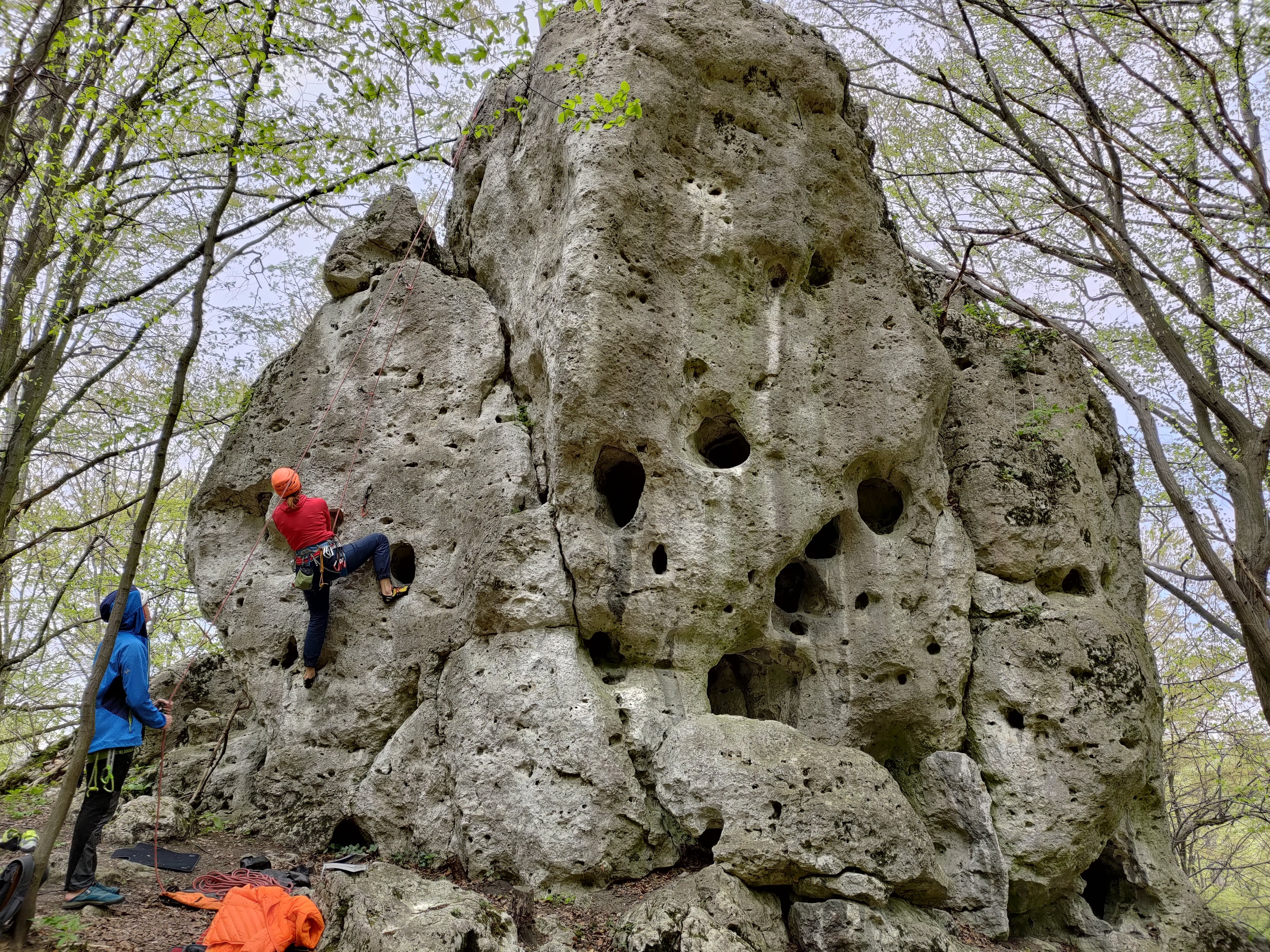
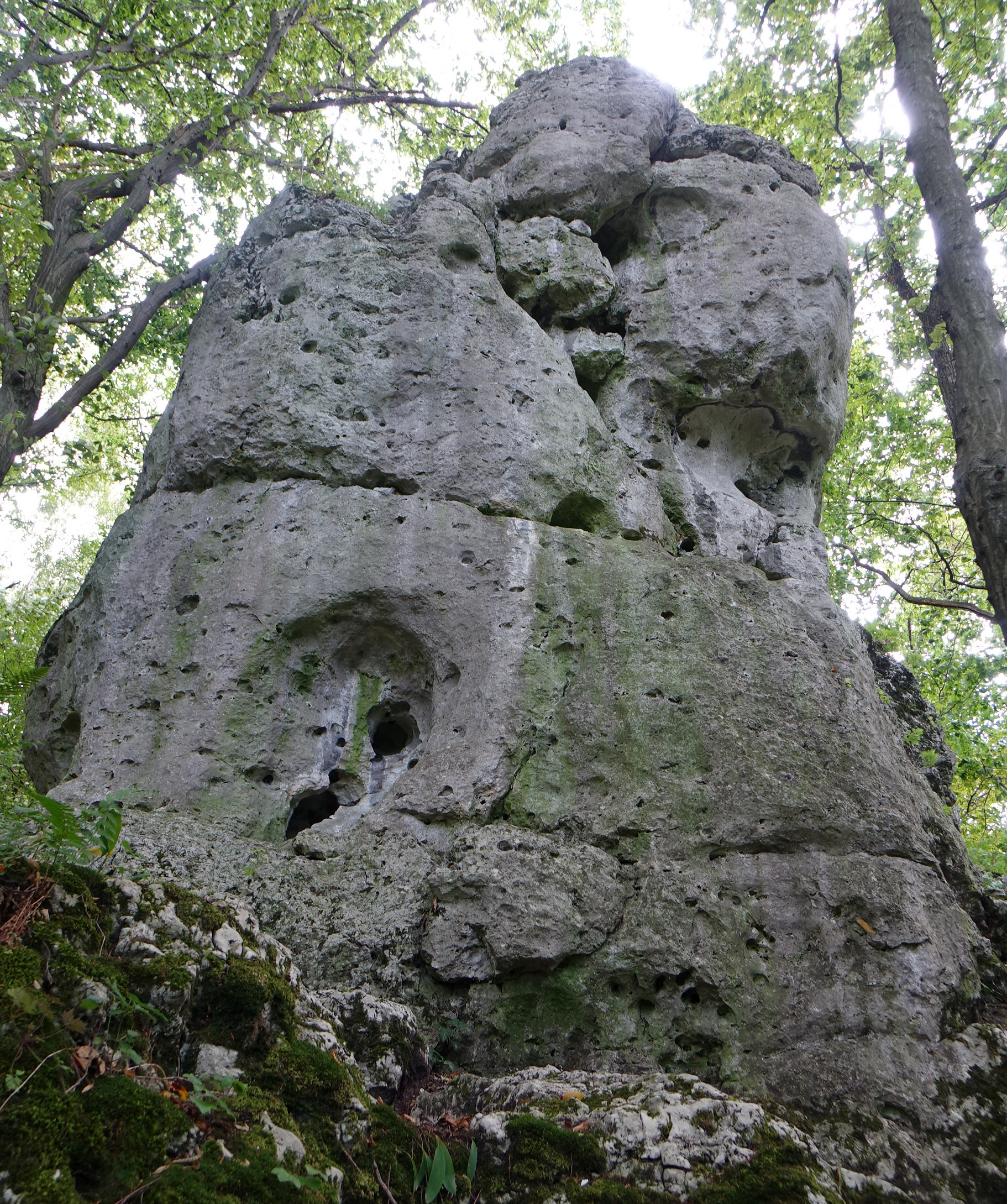
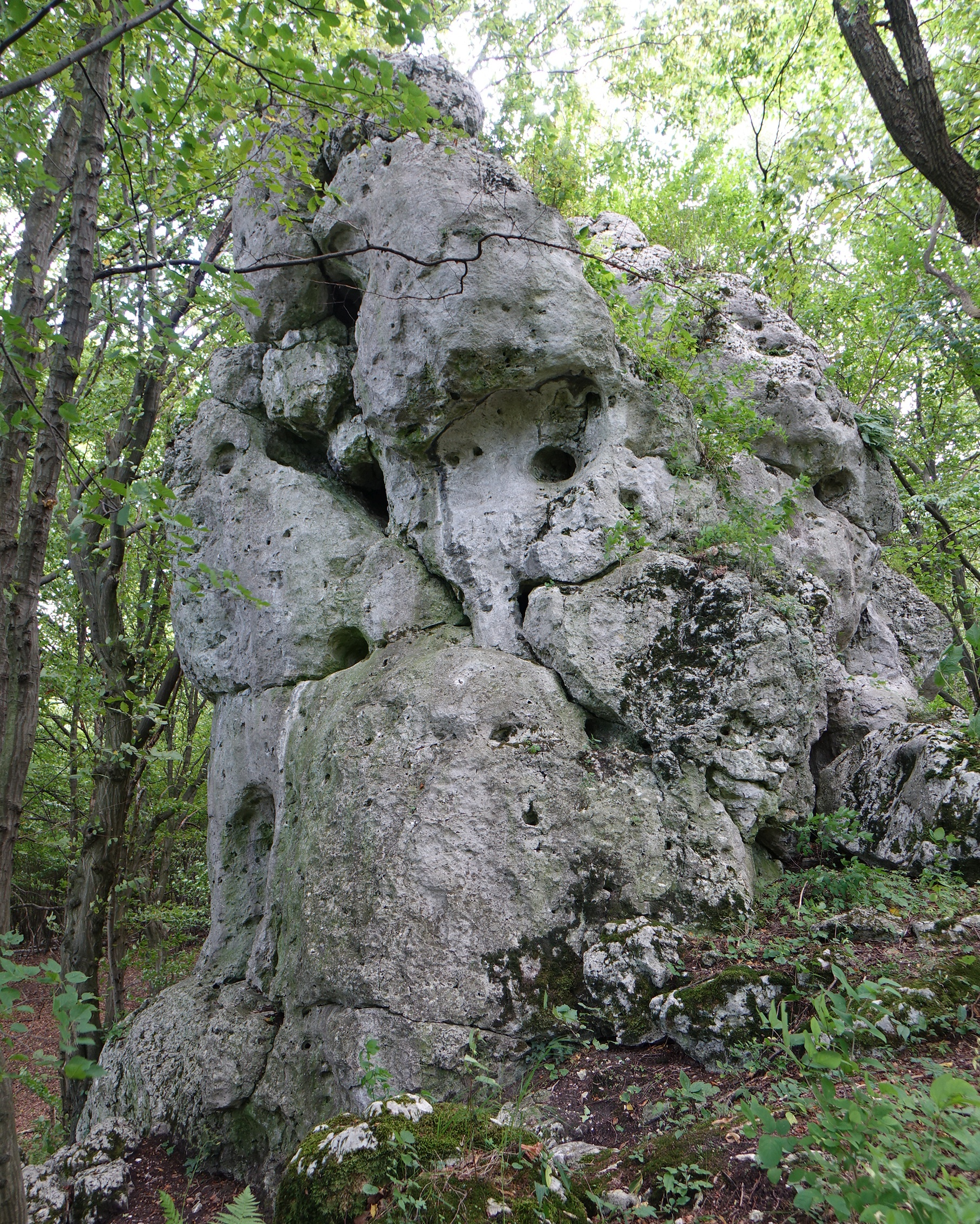
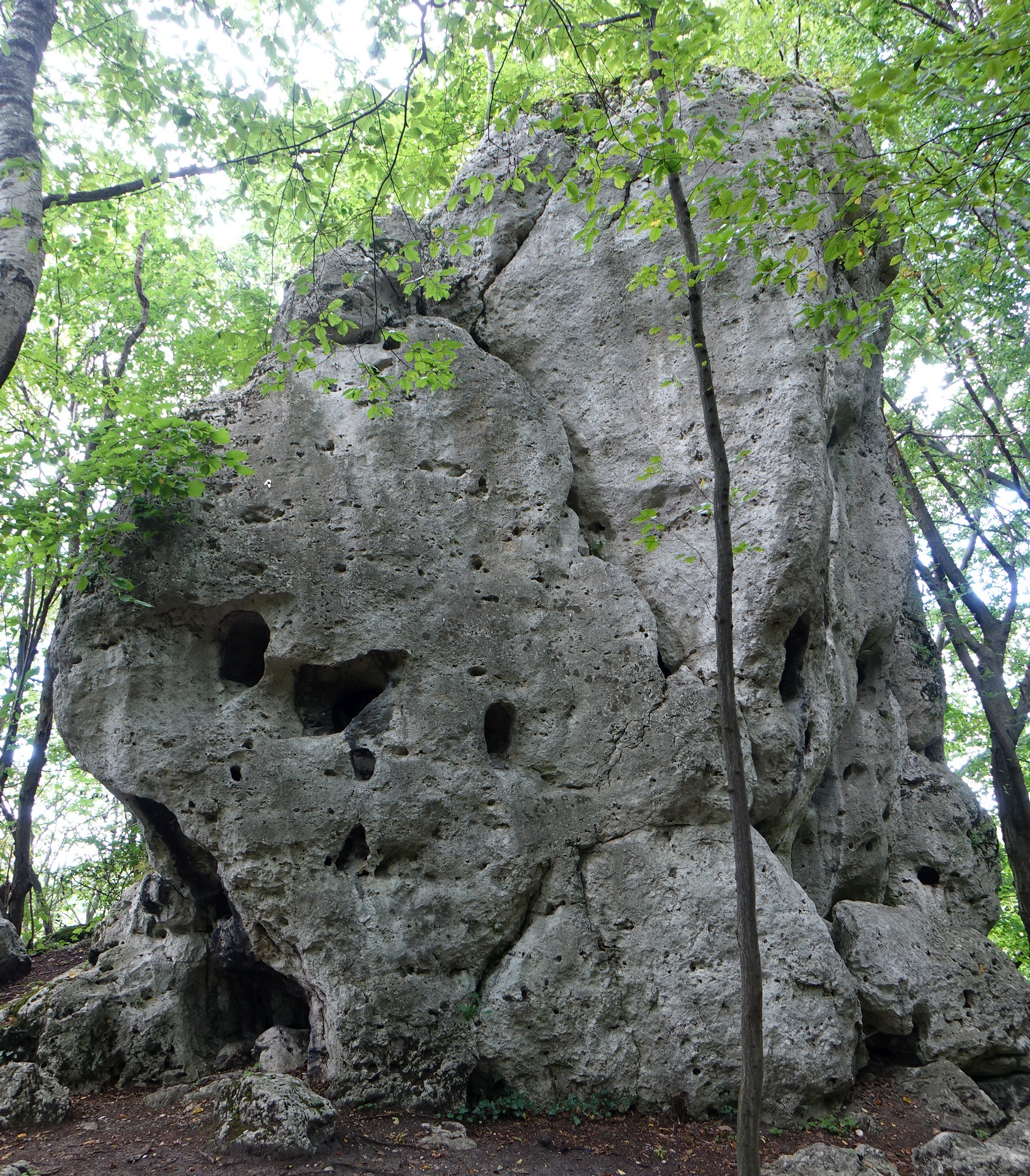

4. Skośna rysa; V, trad + st
5. Faraon; VI.1+, 3r + st
6. Oczaszki; VI+, 3r + st
7. Nie rycz Zdzicha; VI+, 3r + st
8. Brudna rysa; IV, trad
9. Skostniałe schematy; VI+, 5r + st
10. Terapie skałowe; VI+, 4r + st
11. Kręgi szyjne; VI, 4r + st[4].